# Face Tomorrow
Face Tomorrow est un groupe néerlandais de rock indépendant, originaire de Rotterdam, actif entre 1997 et 2012.

## Histoire
Le groupe est formé en 1997 et se compose du chanteur Jelle Schrooten, des guitaristes Aart Steekelenburg et Marc Nolte, du bassiste Tijs Hop et du batteur Sjoerd van der Knoop. En 2010, Nolte quitte le groupe et est remplacé par Ralf Mastwijk.
Face Tomorrow sort d'abord un EP intitulé Live the Dream en 2001, mais devient l'un des principaux groupes underground néerlandais après la sortie de leur premier album For Who You Are en 2002. Après la sortie de leur deuxième album The Closer You Get en 2004, Face Tomorrow tourne dans toute l'Europe et aux États-Unis, jouant dans des festivals tels que Lowlands, Pukkelpop, Noorderslag, Bochum Total, Groezrock et Paaspop. En 2006, ils réalisent un album de reprises des chansons des Apers avec des groupes comme Peter Pan Speedrock, Travoltas, El Pino and the Volunteers, etc. Sur cet album, Face Tomorrow reprend la chanson You Can't Change the World.
En octobre 2008, le troisième album studio du groupe, In the Dark, sort chez Excelsior Recordings, et se classe 64e des charts néerlandais). Les 13 chansons, dont les singles Overpowered (avec un clip vidéo réalisé par le réalisateur Peter Greenaway), Trial and Error et Darkside sont enregistrées dans les studios Mailmen au début de l'année 2008. En plus de la version CD, une édition limitée en vinyle bleu 2x12" est publiée avec une illustration de l'artiste/illustratrice néerlandaise Mara Piccione.
Après plus de dix ans de service, le guitariste Marc Nolte décide de quitter le groupe en janvier 2010 ; il est remplacé par Ralf Mastwijk, avec qui le groupe écrit un nouvel album au cours du premier semestre 2010. Pendant l'été, ils enregistrent leur quatrième album au studio Split Second Sound d'Amsterdam, produit et mis au point par Jochem Jacobs. Fin 2010, ils signent avec le label allemand Redfield Records pour la sortie de leur nouvel album éponyme, et le 25 février, le nouveau single The Fix sort avec un clip produit et réalisé par l'ancien membre du groupe Marc Nolte, suivi de la sortie de leur album le 25 mars 2011, qu'ils présentent lors d'une soirée de sortie à guichets fermés au Rotown, dans leur ville natale de Rotterdam, le 26 mars 2011. Cette fois, la pochette (et le nouveau logo du groupe) est conçue par les graphistes néerlandais Rob van den Nieuwenhuizen (du studio de design Drawswords) et Barbara Hennequin.

## Discographie

### Albums studio
- 2002 : For Who You Are (Reflections Records)
- 2004 : The Closer You Get (Reflections Records)
- 2008 : In the Dark (Excelsior Recordings) (64e des charts néerlandais[3])
- 2011 : Face Tomorrow (Redfield Records) (40e des charts néerlandais[3])

### EP
- 1998 : Ride Like a Girl (EP démo)
- 2001 : Live the Dream (Face Tomorrow Records)
- 2002 : Worth the Wait (Reflections Records)
- 2004 : Sing Up (Reflections Records)
- 2005 : My World Within (Reflections Records)

### Albums live
- 2005 : 03/02/2005 (Reflections Records)